# Ophiomyia alliariae
Ophiomyia alliariae är en tvåvingeart som beskrevs av Erich Martin Hering 1957. Ophiomyia alliariae ingår i släktet Ophiomyia och familjen minerarflugor.
Artens utbredningsområde är Tyskland. Inga underarter finns listade i Catalogue of Life.